# 205 японских мучеников

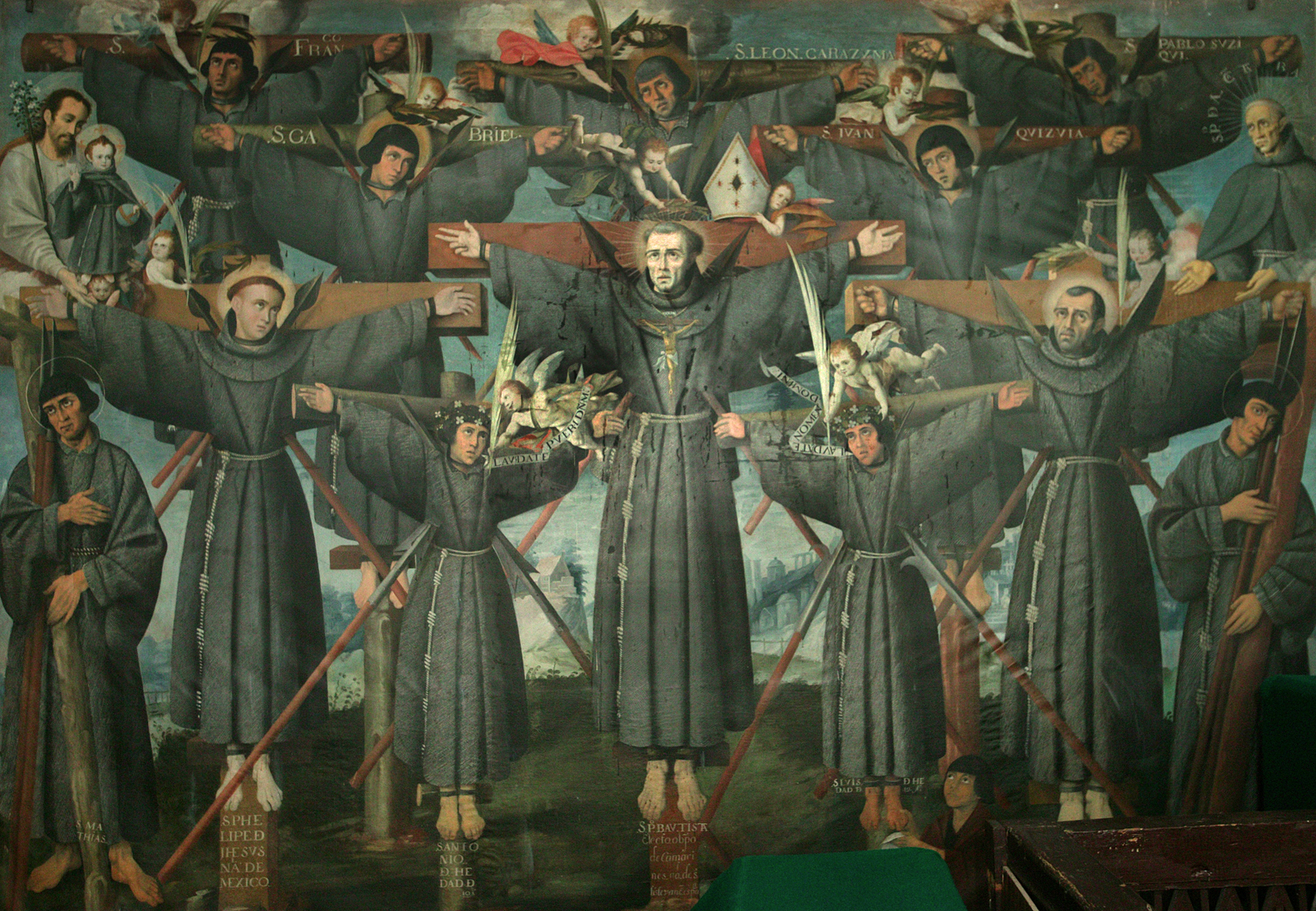
205 японских мучеников

205 японских мучеников (лат. Martyres Iaponici CCV) — группа блаженных католической церкви, мучеников Японии, принявших смерть в 1617—1632 годах. Жертвы антикатолических преследований в Японии, убитые из-за ненависти к вере (лат. Odium fidei).

## История
Во время правления клана Токугава (Период Эдо) в столице сёгунов Эдо (ныне Токио) и других крупных городах происходили гонения и преследования христиан.
Беатификацию 205 мучеников 7 июля 1867 года провёл Папа Пий IX.
День памяти — 10 сентября. Тогда в 1622 году произошёл Великий день резни в Нагасаки, когда 22 человека были сожжены заживо и ещё 30 христиан были зарублены.
Среди мучеников священники и неофиты, испанцы, итальянцы, бельгийцы, богемцы, португальцы, японцы, монахи-иезуиты, доминиканцы, августинцы, францисканцы, члены Братства Святого Розария и другие.

## Список мучеников

### Августинцы
| Священники-миссионеры - бл. Варфоломей Гутьеррес Родригес — 3 сентября 1632 г. - бл. Викентий Святого Антония — 3 сентября 1632 г. - бл. Пётр де Суньига — 19 августа 1622 г. - бл. Фердинанд Святого Иосифа (Айала) — 1 июня 1617 г. - бл. Франциск Иисуса — 3 сентября 1632 г. | Японский монах - бл. Иоанн Сёзабуро — 28 октября 1630 г. Японские облаты - бл. Михаил Киучи Тайемон — 28 октября 1630 г. - бл. Пётр Кухие — 28 октября 1630 г. - бл. Фома Тераи Кахиойе — 28 октября 1630 г. Японские терциарии - бл. Лаврентий Хечизо — 28 октября 1630 г. - бл. Манций Сейсаемон — 28 октября 1630 г. |

### Доминиканцы
| Священники-миссионеры - бл. Альфонс Наваррете-Бенито — 1 июня 1617 г. - бл. Альфонс де Мена Наваретт — 10 сентября 1622 г. - бл. Ангел Святого Викентия Феррера (Орсуччи) — 10 сентября 1622 г. - бл. Гиацинт Орфанель-Прадес — 10 сентября 1622 г. - бл. Доминик Кастелле Виньяле — 8 сентября 1628 г. - бл. Иоанн Мартинес Сид — 19 марта 1619 г. - бл. Иосиф Святого Гиацинта (Марото) — 10 сентября 1622 г. - бл. Людовик Бертран Экзарх — 29 июля 1627 г. - бл. Людовик Флорес — 19 августа 1622 г. - бл. Пётр Святой Екатерины (Васкес) — 25 августа 1624 г. - бл. Фома Святого Духа — 12 сентября 1622 г. - бл. Франциск Моралес Седеньо — 10 сентября 1622 г. Японские священники - бл. Антоний Святого Доминика — 8 сентября 1628 г. - бл. Доминик Розария Магошичиро — 10 сентября 1622 г. - бл. Манций Креста — 29 июля 1627 г. - бл. Манций Святого Фомы (Шибата) — 12 сентября 1622 г. - бл. Петрус Святой Марии — 29 июля 1627 г. - бл. Фома Розария — 10 сентября 1622 г. - бл. Фома Святого Гиацинта — 8 сентября 1628 г. Японские терциарии - бл. Алексий Санбаши Сабуро — 10 сентября 1622 г. - бл. Гай Акаси Дзимемон — 16 августа 1627 г. - бл. Гаспар Котеда — 11 сентября 1622 г. - бл. Доминик Сёбёэ — 16 сентября 1628 г. - бл. Иаков Хаясида — 10 сентября 1628 г. - бл. Иоанн Имамура — 8 сентября 1628 г. - бл. Иоанн Томачи — 8 сентября 1628 г. - бл. Лев Айбара — 8 сентября 1628 г. - бл. Лев Куробьёэ Накамура — 16 августа 1627 г. - бл. Лукия Людовика — 8 сентября 1628 г. - бл. Людовик Нихачи — 8 сентября 1628 г. - бл. Магдалина Киёта — 16 августа 1627 г. - бл. Мария Танака — 10 сентября 1622 г. - бл. Матфей Альварес Анджин — 8 сентября 1628 г. - бл. Михаил Химонойя — 16 сентября 1628 г. - бл. Михаил Ямада Касахаши — 8 сентября 1628 г. - бл. Павел Айбара Сандаю — 8 сентября 1628 г. - бл. Павел Нагаиши — 10 сентября 1622 г. - бл. Павел Танака — 10 сентября 1622 г. - бл. Павел Химоноя — 16 сентября 1628 г. - бл. Роман Айбара — 8 сентября 1628 г. - бл. Франциска Пинцокере — 16 августа 1627 г. | Миссионер из Братства Святого Розария - бл. Доминик Хорхе — 18 ноября 1619 г. Японцы из Братства Святого Розария - бл. Агнесса Такея — 10 сентября 1622 г. - бл. Алексий Накамура — 27 ноября 1619 г. - бл. Андрей Йошида — 1 октября 1617 г. - бл. Андрей Мураяма Токуан — 18 ноября 1619 г. - бл. Антоний Кимура — 27 ноября 1619 г. - бл. Антоний Санга — 10 сентября 1622 г. - бл. Антоний Хаманомачи (кореец) — 10 сентября 1622 г. - бл. Антоний Ямада — 19 августа 1622 г. - бл. Аполлония Нагасакская — 10 сентября 1622 г. - бл. Варфоломей Кавано Шичиэмон — 10 сентября 1622 г. - бл. Варфоломей Могиё — 19 августа 1622 г. - бл. Варфоломей Секи — 27 ноября 1619 г. - бл. Гаспар Уэда Хикодзиро — 1 октября 1617 г. - бл. Дамиан Танда Яичи — 10 сентября 1622 г. - бл. Доминик Накано — 10 сентября 1622 г. - бл. Доминик Ямада — 10 сентября 1622 г. - бл. Доминика Огата — 10 сентября 1622 г. - бл. Екатерина Нагасакская — 10 сентября 1622 г. - бл. Иаков Бунзо Генгоро — 17 августа 1620 г. - бл. Иаков Мацуо Дэндзи — 19 августа 1622 г. - бл. Изабелла Фернандес — 10 сентября 1622 г. - бл. Иоанн Ёсида Сёун — 18 ноября 1619 г. - бл. Иоанн Иванага — 27 ноября 1619 г. - бл. Иоанн Миядзаки Соэмон — 19 августа 1622 г. - бл. Иоанн Мотояма — 27 ноября 1619 г. - бл. Иоанн Нагата Маташичи — 19 августа 1622 г. - бл. Иоанн Яго — 19 августа 1622 г. - бл. Иоахим Диас Хираяма — 19 августа 1622 г. - бл. Клара Ямада — 10 сентября 1622 г. - бл. Климент Оно — 10 сентября 1622 г. - бл. Косма Такея Созабуро — 18 ноября 1619 г. - бл. Лаврентий Икегами Рокусукэ — 19 августа 1622 г. - бл. Лев Наканиши — 27 ноября 1619 г. - бл. Лев Сукемон — 19 августа 1622 г. - бл. Магдалина Киёта Бокусай — 17 августа 1620 г. - бл. Магдалина Санга — 10 сентября 1622 г. - бл. Мария Генгоро — 17 августа 1620 г. - бл. Мария Йошида — 10 сентября 1622 г. - бл. Мария Мураяма — 10 сентября 1622 г. - бл. Мария Танаура — 10 сентября 1622 г. - бл. Мария Хаманомачи — 10 сентября 1622 г. - бл. Марк Такеношита Синэмон - 19 августа 1622 г. - бл. Матфей Козаса — 27 ноября 1619 г. - бл. Матфей Накано — 27 ноября 1619 г. - бл. Михаил Диас Хори — 19 августа 1622 г. - бл. Михаил Такешита — 27 ноября 1619 г. - бл. Павел Санкичи — 19 августа 1622 г. - бл. Роман Мотояма Миотаро — 27 ноября 1619 г. - бл. Руфус Исимото — 10 сентября 1622 г. - бл. Симеон Киёта Бокусай — 17 августа 1620 г. - бл. Фома Генгоро — 17 августа 1620 г. - бл. Фома Котеда Кьюми — 27 ноября 1619 г. - бл. Фома Коянаги — 19 августа 1622 г. - бл. Фома Ситиро — 10 сентября 1622 г. - бл. Фёкла Нагаиши — 10 сентября 1622 г. |

### Францисканцы
| Священники-миссионеры - бл. Антоний Святого Франциска — 16 августа 1627 г. - бл. Аполинар Франко Гарсия — 12 сентября 1622 г. - бл. Варфоломей Диас Лорел — 16 августа 1627 г. - бл. Викентий Святого Иосифа (Рамирес) — 10 сентября 1622 г. - бл. Гавриил Магдалины — 3 сентября 1632 г. - бл. Иоанн Сантамарта — 16 августа 1618 г. - бл. Людовик Кабрера Сотело — 25 августа 1624 г. - бл. Пётр Авильский — 10 сентября 1622 г. - бл. Пётр Успения — 22 мая 1917 г. - бл. Ричард Святой Анны — 10 сентября 1622 г. - бл. Франциск Гальвес Иранзо — 4 декабря 1623 г. - бл. Франциск Святой Марии — 16 августа 1627 г. Японские священники - бл. Антоний Святого Доминика — 8 сентября 1628 г. - бл. Доминик Святого Франциска — 8 сентября 1628 г. - бл. Людовик Сасада — 25 августа 1624 г. - бл. Павел Святой Клары — 12 сентября 1622 г. - бл. Франциск Святого Бонавентуры — 12 сентября 1622 г. | Японские терциарии - бл. Гаспар Сёбёэ — 16 августа 1627 г. - бл. Иероним Креста — 3 сентября 1632 г. - бл. Лев Сацума — 10 сентября 1622 г. - бл. Лука Цудзи Кюэмон — 16 августа 1627 г. - бл. Лукия де Фрейтас — 10 сентября 1622 г. - бл. Людовик Баба — 25 августа 1624 г. - бл. Людовик Маки Соэцу — 7 сентября 1627 г. - бл. Людовик Мацуо Соэмон — 16 августа 1627 г. - бл. Мария Сёбёэ — 16 августа 1627 г. - бл. Мартин Гомес Тозаэмон — 1 августа 1627 г. - бл. Михаил Кога Кизаемон — 16 августа 1627 г. - бл. Фома Сато Синэмон (кореец) - 16 августа 1627 г. - бл. Франциск Кухёэ — 16 августа 1627 г. |

### Иезуиты
| Священники-миссионеры - бл. Амвросий Фернандес — 7 января 1620 г. - бл. Бальтазар де Торрес Ариас — 20 июня 1626 г. - бл. Диего Карвалью — 22 февраля 1624 г. - бл. Иероним де Анджелис — 4 декабря 1623 г. - бл. Иоанн Креститель Мачадо де Тавора — 22 мая 1617 г. - бл. Иоанн Креститель (Золя) — 20 июня 1626 г. - бл. Камилл Креститель Констанцо — 15 сентября 1622 г. - бл. Карл Спинола — 10 сентября 1622 г. - бл. Михаил де Карвалью — 25 августа 1624 г. - бл. Пётр Павел Наварра — 1 ноября 1622 г. - бл. Франциск Пашеку — 20 июня 1626 г. | Японские священники - бл. Августин Ота — 10 августа 1622 г. - бл. Антоний Исида Кютаку — 3 сентября 1632 г. - бл. Антоний Кьюни — 10 сентября 1622 г. - бл. Викентий Каун — 20 июня 1626 г. - бл. Гаспар Садамацу — 20 июня 1626 г. - бл. Гонсало Фусай Чозо — 10 сентября 1622 г. - бл. Дионисий Фудзисима Дзюбёэ — 1 ноября 1622 г. - бл. Иоанн Кисаку — 20 июня 1626 г. - бл. Иоанн Тюгоку — 10 сентября 1622 г. - бл. Леонард Кимура — 18 ноября 1619 г. - бл. Людовик Кавара Рокуэмон — 10 сентября 1622 г. - бл. Михаил Накашима Сабуроэмон — 25 декабря 1628 г. - бл. Михаил Сато Сунпо — 10 сентября 1622 г. - бл. Михаил Тозо — 20 июня 1626 г. - бл. Павел Шинсуке — 20 июня 1626 г. - бл. Пётр Онидзука Садаю — 1 ноября 1622 г. - бл. Пётр Ринсей — 20 июня 1626 г. - бл. Пётр Санпо — 10 сентября 1622 г. - бл. Себастьян Кимура — 10 сентября 1622 г. - бл. Симеон Энпо — 4 декабря 1623 г. - бл. Фома Акахоши — 10 сентября 1622 г. - бл. Фома Цудзи — 7 сентября 1627 г. |

### Прочие
| Японцы-миряне - бл. Андрей Якичи — 2 октября 1622 г. - бл. Антоний Оно — 10 сентября 1622 г. - бл. Доминик Магошичи — 12 сентября 1622 г. - бл. Доминик Нихачи — 8 сентября 1628 г. - бл. Доминик Томачи — 8 сентября 1628 г. - бл. Екатерина Танака — 12 июля 1626 г. - бл. Игнатий Хорхе-Фернандес — 10 сентября 1622 г. - бл. Иоанн Маки Дзидзаэмон — 7 сентября 1627 г. - бл. Иоанн Онидзука Найзен — 12 июля 1626 г. - бл. Иоанн Танака — 12 июля 1626 г. - бл. Иоанн Хаманомачи — 10 сентября 1622 г. - бл. Климент Кюэмон — 1 ноября 1622 г. - бл. Лаврентий Ямада — 8 сентября 1628 г. - бл. Лукия Якити — 2 октября 1622 г. - бл. Людовик Онидзука — 12 июля 1626 г. - бл. Людовик Якичи — 2 октября 1622 г. - бл. Манций Араки Кьюзабуро — 8 июля 1626 г. - бл. Матфей Араки Хёдзаэмон — 12 июля 1626 г. - бл. Михаил Танда — 10 сентября 1622 г. - бл. Михаил Томачи — 8 сентября 1628 г. - бл. Моника Онидзука — 12 июля 1626 г. - бл. Павел Томачи — 8 сентября 1628 г. - бл. Пётр Араки Чобёэ — 12 июля 1626 г. - бл. Пётр Кавано — 11 сентября 1622 г. - бл. Пётр Нагаиши — 10 сентября 1622 г. - бл. Пётр Хаманомачи — 10 сентября 1622 г. - бл. Сусанна Араки Чобёэ — 12 июля 1626 г. - бл. Фома Томачи — 8 сентября 1628 г. - бл. Франциск Нихачи — 8 сентября 1628 г. - бл. Франциск Такейя — 11 сентября 1622 г. - бл. Франциск Якичи — 2 октября 1622 г. | Японские катехизаторы - бл. Гай Корейский (кореец) — 15 ноября 1624 г. - бл. Лев Танака — 1 июня 1617 г. - бл. Матфей Нагасакский — 27 мая 1620 г. |